# Tord Gudmestad
Tord Gudmestad (* 8. Mai 2001 in Nærbø) ist ein norwegischer Radrennfahrer.

## Sportlicher Werdegang
Bereits in seinem ersten Jahr als Junior wurde Gudmestad 2018 Norwegischer Juniorenmeister im Straßenrennen. Mit dem Wechsel in die U23 wurde er zur Saison 2020 Mitglied im UCI Continental Team Coop. 2021 wurde er erneut norwegischer Meister im Straßenrennen, dieses Mal in der U23. Auf der UCI Europe Tour 2021 entschied er den International Rhodes Grand Prix und zwei Etappen der Dookoła Mazowsza für sich.
Daraufhin erhielt Gudmestad zur Saison 2022 einen Vertrag beim Uno-X Pro Cycling Team. Mit dem Grand Prix Megasaray gewann er gleich das erste Rennen für sein neues Team. Nach einer sieglosen Saison 2023 gewann er 2024 das Eintagesrennen Veenendaal–Veenendaal Classic.
Nach drei Jahren bei Uno-X wechselte Gudmestad zur Saison 2025 zum Decathlon AG2R La Mondiale Team.

## Erfolge
2018
- Norwegischer Meister – Straßenrennen (Junioren)

2021
- International Rhodes Grand Prix
- Norwegischer Meister – Straßenrennen (U23)
- zwei Etappen und Punktewertung Dookoła Mazowsza

2022
- Grand Prix Megasaray
- Bergwertung Tour Poitou-Charentes en Nouvelle-Aquitaine

2024
- Veenendaal–Veenendaal Classic

## Sonstiges
Seine Zwillingsschwester Angunn Gudmestad spielt Handball.